# Svedjan (naturreservat)
Svedjan är ett naturreservat i Bräcke kommun i Jämtlands län.
Området är naturskyddat sedan 1946 och är 3,5 hektar stort. Reservatet omfattar en västsluttnig mot Drogsjön ovanför byn Svedjan och består av granskog.